# Ewerton Paixão da Silva
Ewerton Paixão da Silva (São Bernardo do Campo, 28 dicembre 1996) è un calciatore brasiliano, centrocampista o attaccante del Pyramids.

## Carriera
Cresciuto tra le file della squadra della sua città natia, il São Bernardo; il 29 luglio 2016 viene acquistato a titolo definitivo dalla squadra slovacca del ViOn Z.M..
Nel 2019 approda nel campionato ceco con la maglia del Mladá Boleslav. Totalizzerà solo 4 presenze; viene dunque girato in prestito alla squadra ceca del Pardubice, per poi ritornare alla base nella stagione 2021-2022.

## Palmarès

### Club

#### Competizioni nazionali
- Coppa della Repubblica Ceca: 1

Slavia Praga: 2022-2023